# Joan the Woman
Joan the Woman (br Joana d'Arc) é um filme épico do gênero drama mudo produzido nos Estados Unidos, dirigido por Cecil B. DeMille e lançado em 1916.

## Enredo

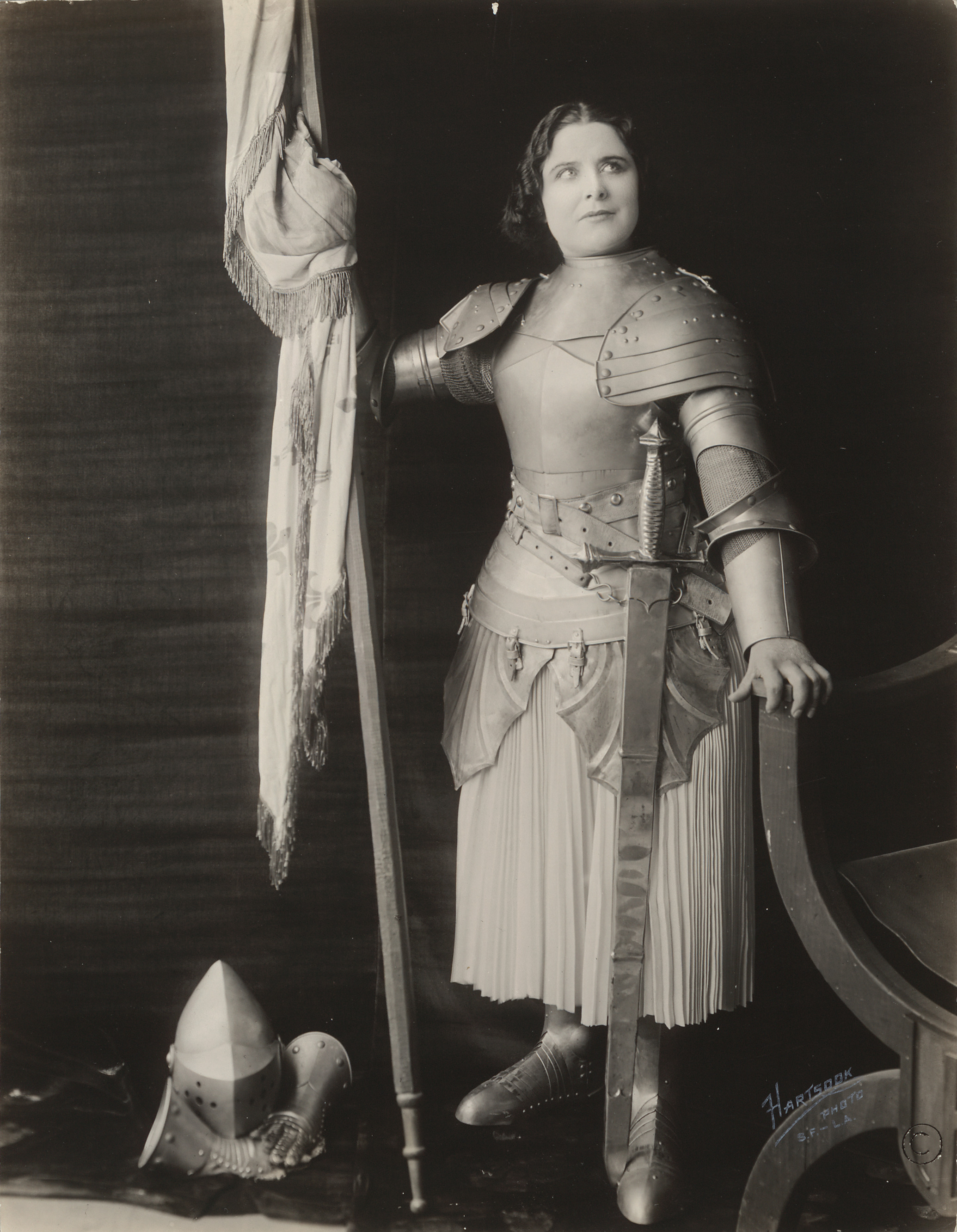
Geraldine Farrar como Joana d'Arc.

Um oficial britânico na Primeira Guerra Mundial tem um sonho da vida de Joana d'Arc (Geraldine Farrar). O oficial puxa uma espada da parede da trincheira em que está, a espada que pertencia a Joana d'Arc. Remover a espada evoca o fantasma de Joan, levando-a a contar sua história. O cenário então muda para a França, onde a história de Joana d'Arc é contada, dela liderando as tropas francesas à vitória e sua subsequente queima na fogueira. A história termina na trincheira com o oficial decidindo ir em uma missão suicida, usando a história e a espada de Joan como inspiração.

## Elenco
- Geraldine Farrar como Jeanne d'Arc (Joana d'Arc)
- Raymond Hatton como Carlos VII
- Hobart Bosworth como general La Hire
- Theodore Roberts como Cauchon
- Wallace Reid como Eric Trent 1431 / Eric Trent 1917
- Charles Clary como La Tremouille
- James Neill como Laxart
- Tully Marshall como L'Oiseleur
- Lawrence Peyton como Gaspard
- Horace B. Carpenter como Jacques d'Arc
- Cleo Ridgely como a favorita do rei
- Lillian Leighton como Isambeau
- Marjorie Daw como Katherine
- Stephen Gray como Pierre
- Ernest Joy como Robert de Beaudricourt
- John Oaker como Jean de Metz
- Hugo B. Koch como Duque de Borgonha
- William Conklin como João de Luxemburgo
- Walter Long como o carrasco
- William Elmer como Guy Townes
- Emilius Jorgensen como Michael
- Donald Crisp
- Jack Hoxie
- Lucien Littlefield
- Nigel De Brulier como Homem no julgamento (sem créditos)
- Jack Holt (sem créditos)
- Fred Kohler como capanga de L'Oiseleur (sem créditos)
- Ramón Novarro como Camponês Faminto (sem créditos)

## Lançamento e recepção
O filme foi lançado em 25 de dezembro de 1916 e arrecadou $ 605.731 nas bilheterias.
O filme foi criticado por alguns como propaganda da Primeira Guerra Mundial . O filme começa e termina com a história de um oficial britânico nas trincheiras lutando na Primeira Guerra Mundial. Ele é instigado com a decisão de participar de uma missão suicida. Ele descobre uma espada que pertencia a Joan, e depois de ouvir sua história, decide ir em missão. Robin Blaetz em seu livro Studies in Medievalism aponta o sexismo que existe no filme. Enquanto Joan foi a inspiração para os atos heróicos do soldado britânico, ele é, em última análise, o herói no final do filme.  Blaetz ressalta que isso envia a mensagem de que "mulheres e guerra não se misturam", aludindo à ideia de que na Primeira Guerra Mundial as mulheres deveriam ficar atrás da linha de frente, mas ainda apoiar as que estão em guerra.
Em sua crítica do filme, Leonard Maltin disse que este foi "o primeiro épico histórico de DeMille está bem montado, destacando o heroísmo e o sacrifício de Joana d'Arc (um Farrar mal interpretado) enquanto ela evolui de camponesa para figura santa e se envolve com o inglês Reid . Formado como um elogio à França, com a história marcada por sequências ambientadas durante a Primeira Guerra Mundial envolvendo um soldado que é inspirado pela bravura de Joan. Alguns dos efeitos são coloridos." 

## Tentativa de pirataria de filmes
Em 1917, três homens foram presos pelo roubo de uma cópia do filme de uma bolsa de cinema de Nova York, que levaram para Nova Jersey para a confecção de um novo negativo mestre . Tanto a impressão em falta como o master foram recuperados. Naquela época, havia uma prática criminosa ativa na fabricação de negativos mestres de filmes americanos para envio a outros países para a produção de novas impressões,  um dos primeiros exemplos de pirataria cinematográfica.